# Olympische Sommerspiele 1936/Leichtathletik – 5000 m (Männer)

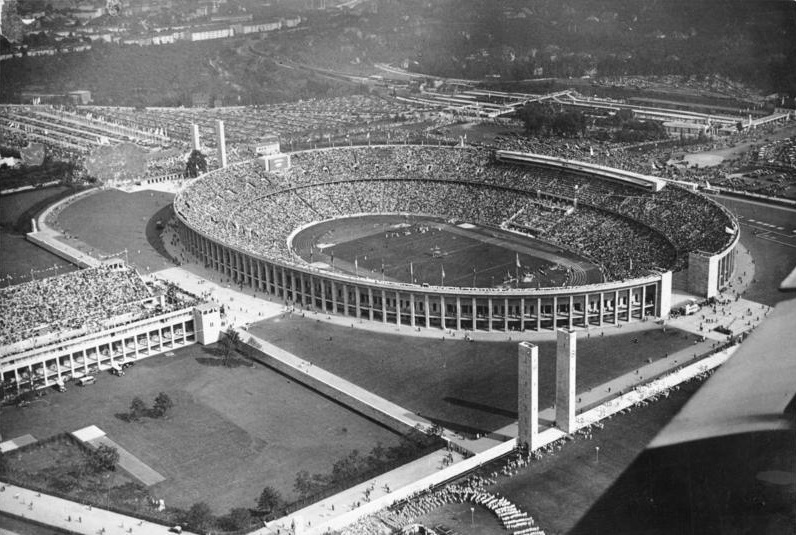
Das Olympiastadion in Berlin

Der 5000-Meter-Lauf der Männer bei den Olympischen Spielen 1936 in Berlin wurde am 4. und 7. August 1936 im Olympiastadion Berlin ausgetragen. 41 Athleten nahmen teil.
Olympiasieger wurde der Finne Gunnar Höckert vor seinem Landsmann Lauri Lehtinen. Bronze gewann Henry Jonsson aus Schweden.

## Rekorde

### Bestehende Rekorde
| Weltrekord         | 14:17,0 min | Lauri Lehtinen ( Finnland) | Helsinki, Finnland         | 19. Juni 1932  |
| Olympischer Rekord | 14:30,0 min | Lauri Lehtinen ( Finnland) | Finale OS Los Angeles, USA | 5. August 1932 |
| Olympischer Rekord | 14:30,0 min | Ralph Hill ( USA)          | Finale OS Los Angeles, USA | 5. August 1932 |

### Rekordverbesserung
Der finnische Olympiasieger Gunnar Höckert verbesserte den bestehenden olympischen Rekord um 7,8 Sekunden auf 14:22,2 min. Den bestehenden Weltrekord verfehlte er um 5,2 Sekunden.

## Durchführung des Wettbewerbs
Die Läufer traten am 4. August zu drei Vorläufen an. Die jeweils fünf besten Athleten – hellblau unterlegt – qualifizierten sich für das Finale am 7. August.

## Vorläufe
4. August 1936, 18.00 Uhr

Wetterbedingungen: sonnig, 15 °C, Windgeschwindigkeiten von ca. 3,2 m/s. Wind von schräg vorne auf der Gegengeraden, von schräg hinten auf der Zielgeraden.
Es sind nicht alle Zeiten überliefert.

### Vorlauf 1
| Platz | Name                    | Nation             | Zeit        | Anmerkung |
| ----- | ----------------------- | ------------------ | ----------- | --------- |
| 1     | Umberto Cerati          | Königreich Italien | 15:01,0 min |           |
| 2     | Harry Siefert           | Dänemark           | 15:02,8 min |           |
| 3     | Donald Lash             | USA                | 15:04,4 min |           |
| 4     | Ilmari Salminen         | Finnland           | 15:06,6 min |           |
| 5     | Aubrey Reeve            | Großbritannien     | 15:06,8 min |           |
| 6     | Åke Jansson             | Schweden           | 15:10,0 min |           |
| 7     | Raymond Lefebvre        | Frankreich         | 15:15,4 min |           |
| 8     | Edmund Stadler          | Deutsches Reich    | 15:17,0 min |           |
| 9     | István Simon            | Ungarn             | 15:25,0 min |           |
| 10    | Scotty Rankine          | Kanada             | k. A.       |           |
| 11    | Fritz Fischer           | Österreich         | k. A.       |           |
| 12    | Ivan Krevs              | Jugoslawien        | 15:40,0 min |           |
| 13    | Mohamed Ahmed Abu Sobea | Ägypten            | k. A.       |           |
| 14    | Gottfried Utiger        | Schweiz            | k. A.       |           |
| 15    | Raunaq Singh Gill       | Britisch-Indien    | k. A.       |           |

### Vorlauf 2
| Platz | Name              | Nation          | Zeit        | Anmerkung |
| ----- | ----------------- | --------------- | ----------- | --------- |
| 1     | Gunnar Höckert    | Finnland        | 15:10,2 min |           |
| 2     | Frank Close       | Großbritannien  | 15:10,6 min |           |
| 3     | Józef Noji        | Polen           | 15:11,2 min |           |
| 4     | Bror Hellström    | Schweden        | 15:12,0 min |           |
| 5     | Rolf Hansen       | Norwegen        | 15:12,6 min |           |
| 6     | René Lécuron      | Frankreich      | 15:14,2 min |           |
| 7     | Henry Nielsen     | Dänemark        | 15:15,0 min |           |
| 8     | Karl-Heinz Becker | Deutsches Reich | 15:27,0 min |           |
| 9     | Tom Deckard       | USA             | k. A.       |           |
| 10    | János Kelen       | Ungarn          | 15:35,0 min |           |
| 11    | Hideo Tanaka      | Japan           | k. A.       |           |
| 12    | Oscar Van Rumst   | Belgien         | k. A.       |           |
| 13    | Valentín González | Mexiko          | k. A.       |           |

### Vorlauf 3

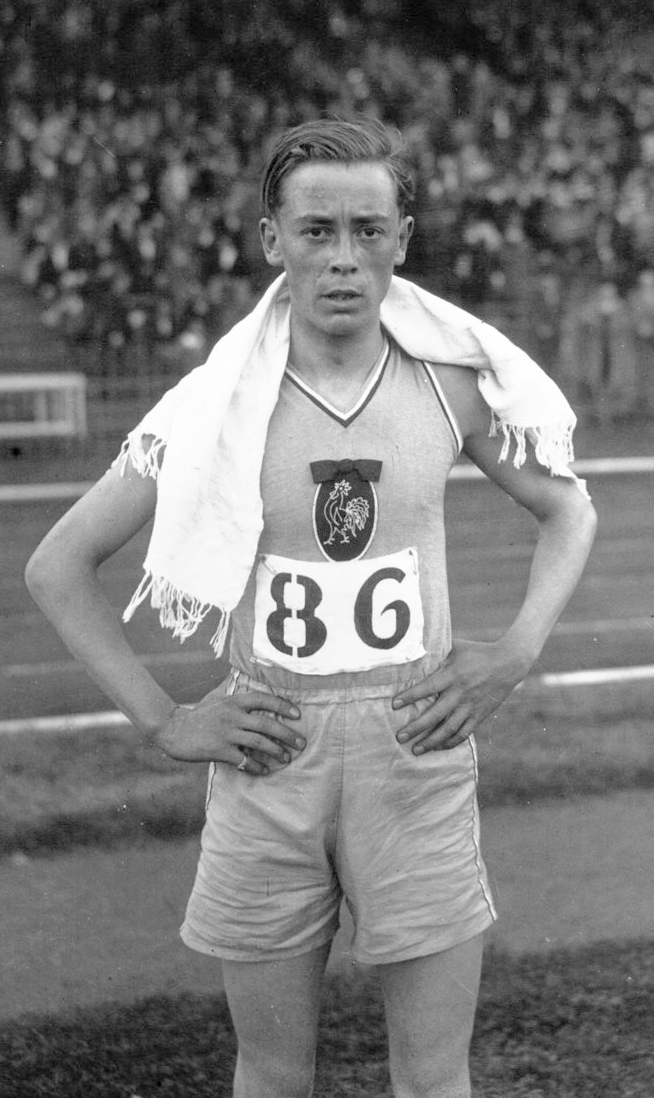
Der amtierende Europameister Roger Rochard schied als Siebter des dritten Vorlaufs aus
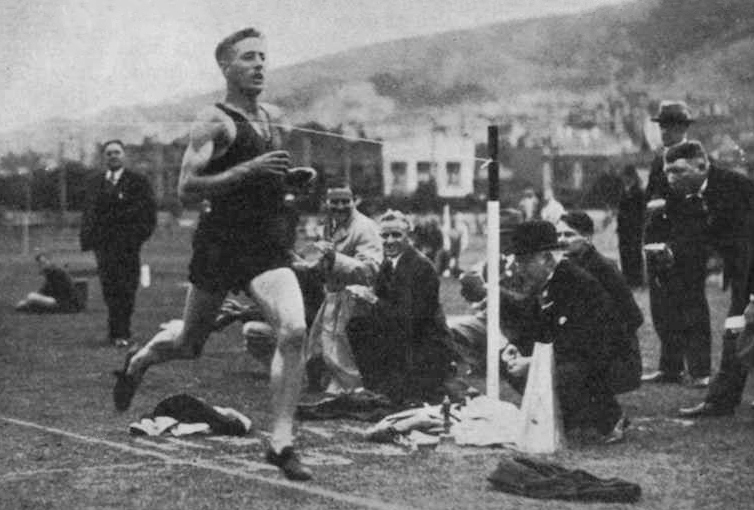
Cecil Matthews – ausgeschieden als Achter des dritten Vorlaufs

| Platz | Name                 | Nation             | Zeit        | Anmerkung |
| ----- | -------------------- | ------------------ | ----------- | --------- |
| 1     | Henry Jonsson        | Schweden           | 14:54,0 min |           |
| 2     | Kōhei Murakoso       | Japan              | 14:56,6 min |           |
| 3     | Peter Ward           | Großbritannien     | 14:59,0 min |           |
| 4     | Lauri Lehtinen       | Finnland           | 15:00,0 min |           |
| 5     | Louis Zamperini      | USA                | 15:02,2 min |           |
| 6     | Salvatore Mastroieni | Königreich Italien | 15:02,2 min |           |
| 7     | Roger Rochard        | Frankreich         | 15:12,2 min |           |
| 8     | Cecil Matthews       | Neuseeland         | k. A.       |           |
| 9     | Jenő Szilágyi        | Ungarn             | 15:20,6 min |           |
| 10    | Max Syring           | Deutsches Reich    | k. A.       |           |
| 11    | Milton Wallace       | Kanada             | k. A.       |           |
| 12    | Hernando Navarrete   | Kolumbien          | k. A.       |           |
| 13    | Michel Medinger      | Luxemburg          | k. A.       |           |

## Finale
7. August 1936, 15.15 Uhr

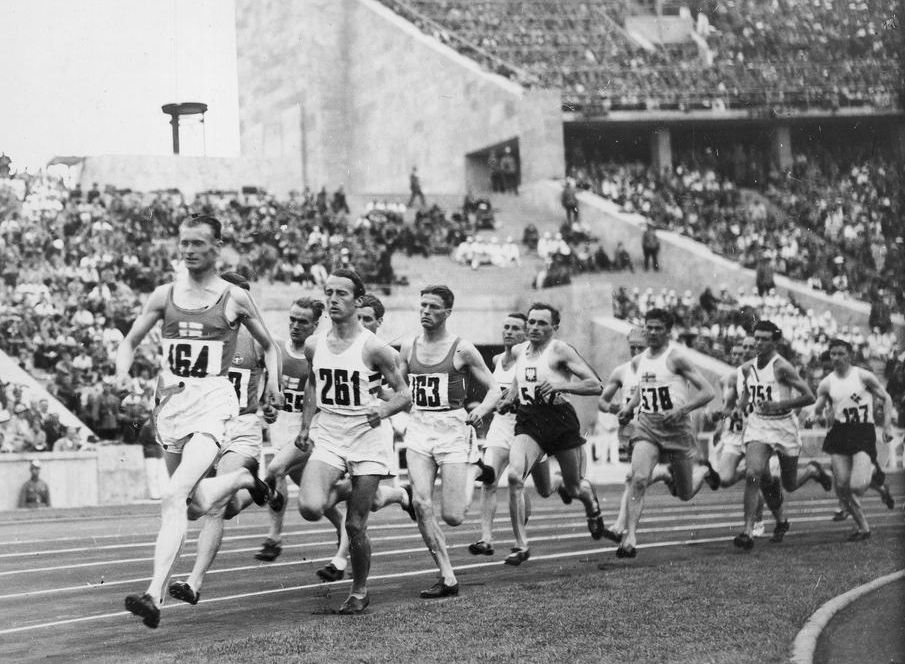
Szene aus dem Finale: Ilmari Salminen (164), Lauri Lehtinen (165), Gunnar Höckert (163), Józef Noji (schwarze Hose), Henry Jonsson (578), Louis Zamperini (751)

Wetterbedingungen: bedeckt, 20,8 °C, Windgeschwindigkeit von 1,2 m/s
| Platz | Name            | Nation             | Zeit        | Anmerkung |
| ----- | --------------- | ------------------ | ----------- | --------- |
| 1     | Gunnar Höckert  | Finnland           | 14:22,2 min | OR        |
| 2     | Lauri Lehtinen  | Finnland           | 14:25,8 min |           |
| 3     | Henry Jonsson   | Schweden           | 14:29,0 min |           |
| 4     | Kōhei Murakoso  | Japan              | 14:30,0 min |           |
| 5     | Józef Noji      | Polen              | 14:33,4 min |           |
| 6     | Ilmari Salminen | Finnland           | 14:39,8 min |           |
| 7     | Umberto Cerati  | Königreich Italien | 14:44,4 min |           |
| 8     | Louis Zamperini | USA                | 14:46,8 min |           |
| 9     | Rolf Hansen     | Norwegen           | 14:48,0 min |           |
| 10    | Harry Siefert   | Dänemark           | 14:48,4 min |           |
| 11    | Peter Ward      | Großbritannien     | 14:57,2 min |           |
| 12    | Frank Close     | Großbritannien     | k. A.       |           |
| 13    | Donald Lash     | USA                | k. A.       |           |
| 14    | Bror Hellström  | Schweden           | k. A.       |           |
| DNF   | Aubrey Reeve    | Großbritannien     |             |           |

Als Favoriten gingen vor allem wieder die finnischen Langstreckler ins Rennen. Einer ihrer Hauptgegner war an sich der US-Amerikaner Donald Lash, der im Juni über 3000 Meter Paavo Nurmis Weltrekord verbessert hatte. Aber Lash hatte sich bei seiner Anreise auf dem Schiff sechs Kilogramm Übergewicht zugelegt, das er kurzfristig mit Gewalt wieder abzutrainieren versuchte. Da war es um seine Form geschehen.
Im Finale führten zunächst die beiden Finnen Lauri Lehtinen, aktueller Weltrekordinhaber, und der 10.000-Meter-Olympiasieger Ilmari Salminen – 1000 Meter in 2:49,0 min. Lash löste sie ab, musste aber bei 2000 Metern – 5:45,6 min – abreißen lassen. Nun erschien wie schon über 10.000 Meter der Japaner Kōhei Murakoso, der eine sechsköpfige Spitzengruppe anführte – 3000 Meter in 8:40,0 min und 4000 Meter in 11:37,5 min. Hier verschärfte der Finne Gunnar Höckert wie entfesselt. Seine beiden Landsleute Lehtinen und Salminen kollidierten bei dem Versuch, sofort Anschluss zu halten und so tat sich ganz schnell eine Lücke zwischen Höckert und dem Rest der Spitzengruppe auf. Salminen war sogar gestürzt und hatte viel Zeit verloren, die Entscheidung war gefallen. Höckert wurde mit neuem olympischen Rekord in 14:22,2 min Olympiasieger vor Lehtinen. Der Schwede Henry Jonsson sicherte sich im Spurt die Bronzemedaille, Murakoso wurde wie über 10.000 Meter unglücklicher Vierter.
Im sechsten olympischen Finale über 5000 Meter gewann Gunnar Höckert die fünfte finnische Goldmedaille, die vierte in Folge.

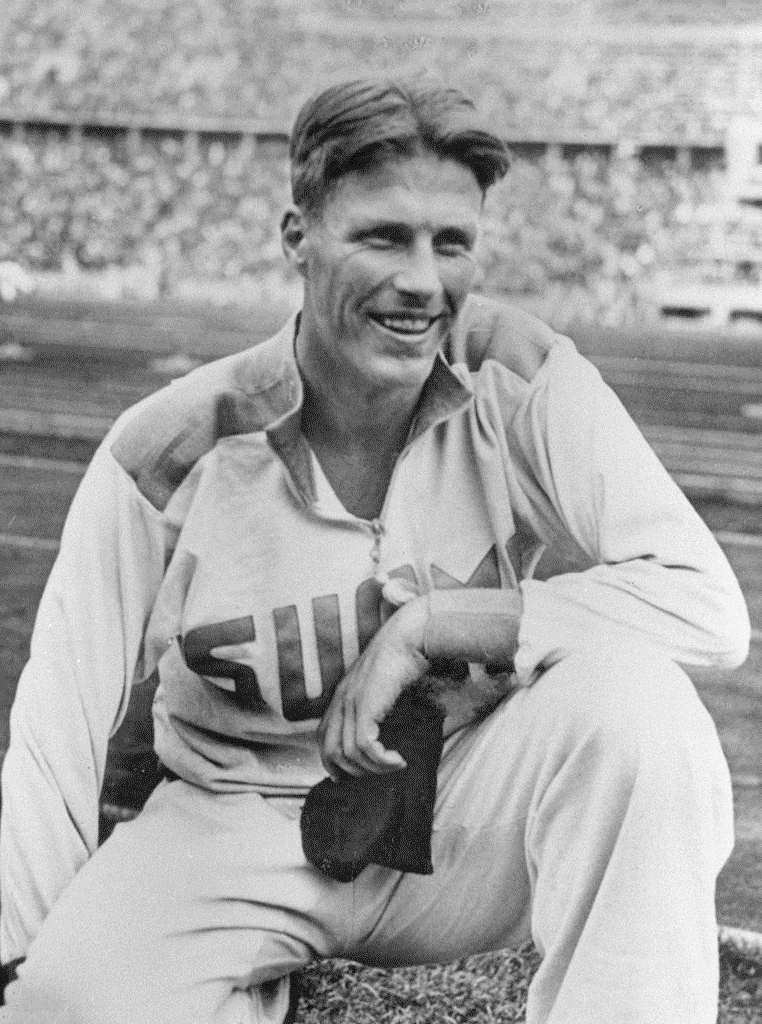
Olympiasieger Gunnar Höckert
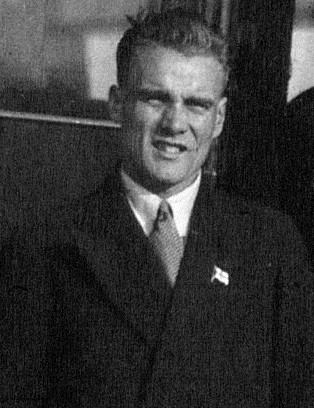
Für den Weltrekordinhaber und Goldmedaillengewinner von 1932 Lauri Lehtinen gab es diesmal Silber

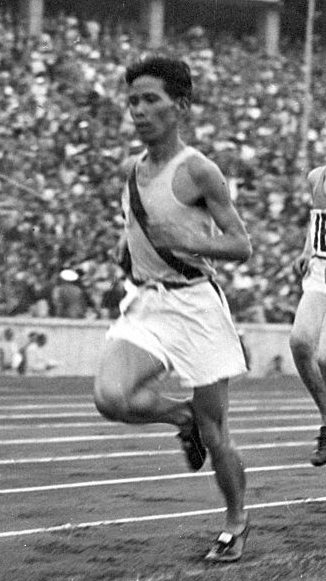
Kōhei Murakoso belegte wie über 10.000 Meter Rang vier
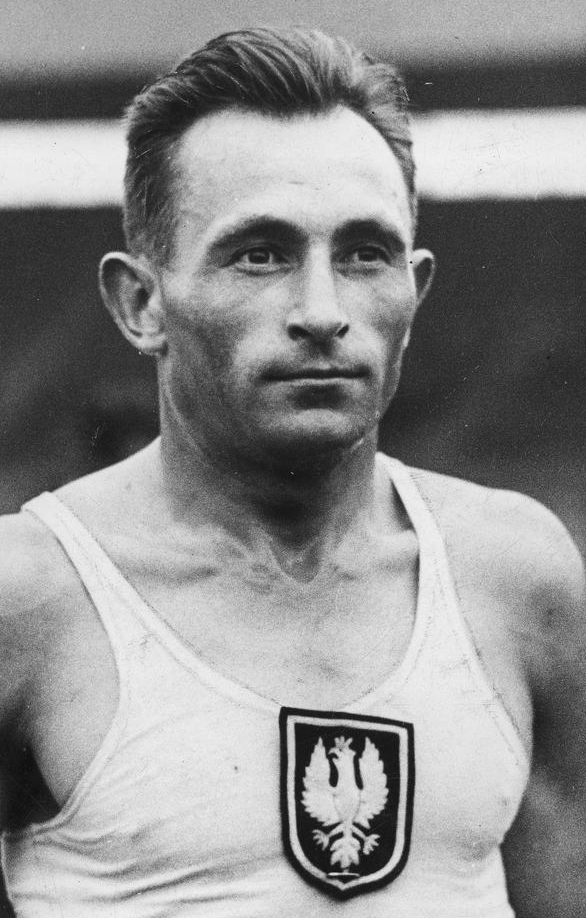
Józef Noji wurde im Finale Fünfter
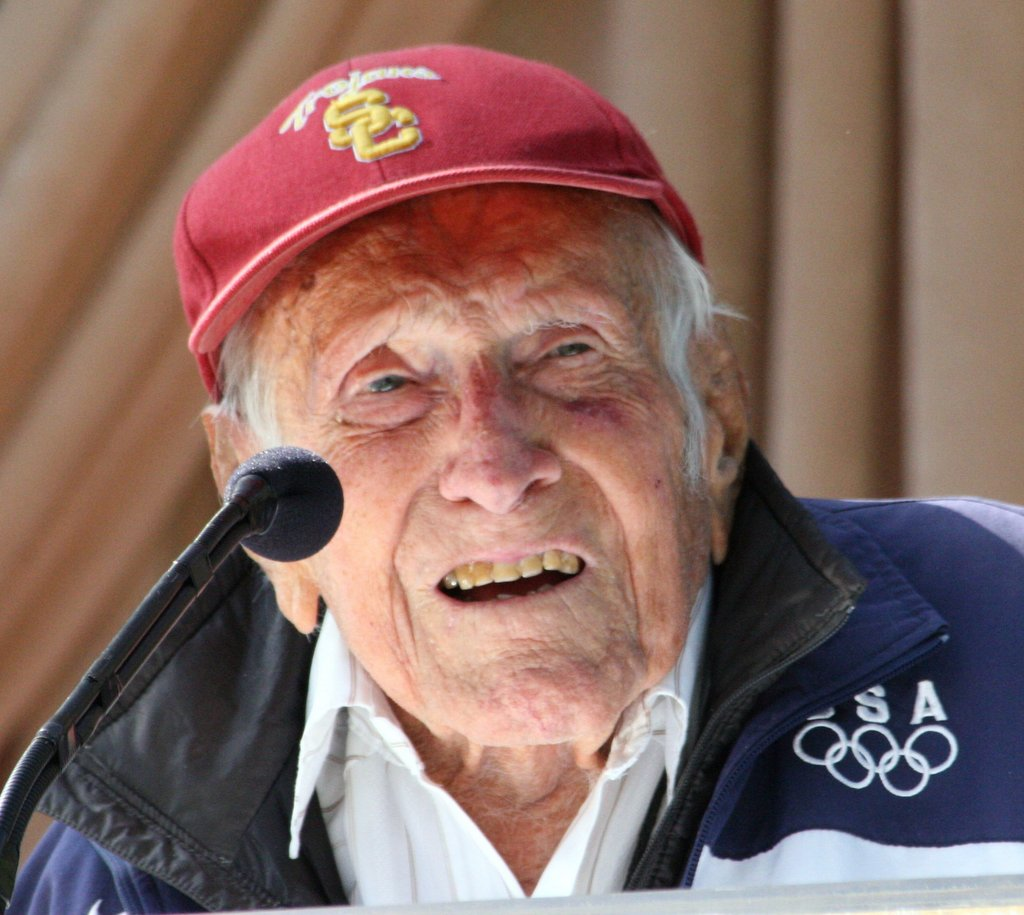
Louis Zamperini (hier im Jahr 2014) kam auf den achten Platz

## Video
- Berlin 1936 - Olympics - Olympia - Athletics - Leichtathletik - Footage 3, Bereich 11:20 min bis 12:12 min, youtube.com, abgerufen am 11. Juli 2021